# 스미다강
스미다강(일본어: 隅田川 스미다가와[*])은 일본의 강이다.
도쿄도 기타구에서 아라카와강의 서쪽으로 갈리고 간다강과 합류하고 도쿄만으로 흘러든다.

## 유역에 있는 자치체
- 도쿄도
  - 기타구
  - 아다치구
  - 아라카와구
  - 스미다구
  - 다이토구
  - 고토구
  - 주오구

## 역사
원래는 이 강이 아라카와강(荒川)이었다. 그러나 홍수를 막기 위하여 20세기 초두에 이 강 동쪽에 강이 만들어졌다. 그 강은 아라카와 방수로(荒川放水路)라고 불렸다.
1965년 3월 24일에 아라카와 방수로를 ‘아라카와강’이라고 부르고, 분기점에서부터 서쪽을 흘러가는 이 강은 ‘스미다강’이라고 부르기로 하게 되었다.
스미다강은 1950년대 이후 주변에 공장이 들어서는 등 급격한 산업화가 진행됨에 따라 폐수와 쓰레기가 강물에 버려지고 악취가 나는 등 심각하게 오염되기 시작했다.
1979년, 부근의 시민 12명은 ‘스미다강을 사랑하는 사람들의 모임’을 만들어, 공장폐수와 생활폐수 등으로 더러워진 하천 수질을 살리기 위해 다이토구와 도쿄 도 등에 하천개선작업을 끈질기게 요구했다. 이에 따라 제방처럼 단절돼 있던 스미다강 둔치에는 갈대를 심은 인공테라스가 마련돼 시민들이 강변에서 산책이나 조깅을 즐길 수 있게 바뀌었다.

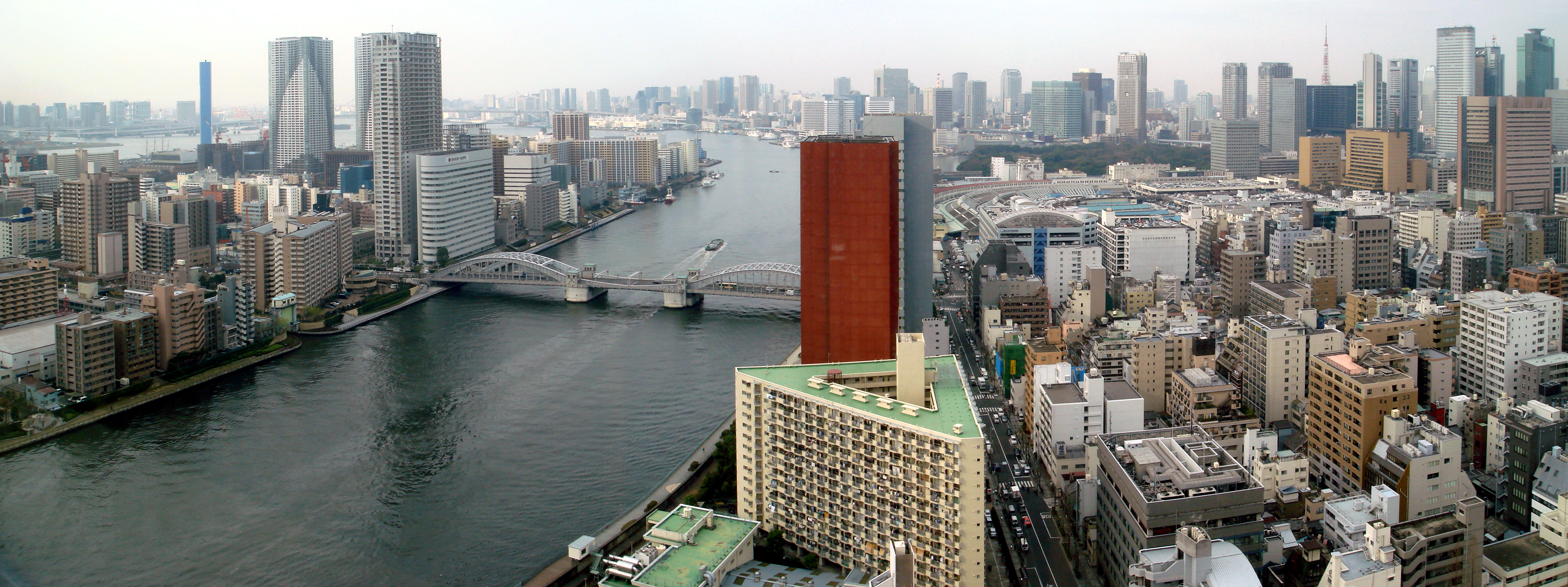

## 다리
스미다강은 27km가 도쿄도를 관통하며, 26개의 다리가 도쿄도에 있다.
- 료고쿠교(兩國橋): 원래 1659년부터 다리가 있었던 곳이다. 1923년 간토대지진으로 인해 다리가 파괴됐고, 1932년에 다시 지어졌다.

## 스미다강의 한문 표기 변천
스미다강의 한자표기는 835년 住田川에서 시작했으나, 13세기 무렵 고후카쿠사인 니죠(後深草院二條,  1258~?)가 쓴 토하즈가타리(とはずがたり, 問わず語り)에서는 스다가와(須田川)로 기록되었고 이후 스미다가와와 스다가와가 혼용되었으나, 결국 스다가와에서 스미다가와로 다시 정착되었고 隅田川, 墨多川, 墨田川, 住田川, 澄田川 등의 표기가 혼기(混記)되었다.
1829년에 나온 도쿠가와 막부에서 편찬한 어부내비고(御府內備考)에서는 墨田川라고 기록되었다.
대정봉환 이후인 1878년 내무성(內務省) 지리국(地理局) 지지과(地誌課)에서 펴낸 실측동경전도(實測東京全圖)에는 墨田川로 표기했으나, 1883년 참모본부(參謀本部) 육군부(陸軍部) 측량국(測量局)에 펴낸 1:5,000 측량도에서는 隅田川로 바뀌었다.
그러나 민간에선 줄곧 墨田川의 의미로 스미다가와를 칭했는지, 1884년에 나온 신편 무사시 풍토기(新編武藏風土記)에서는 染田川라고 기록되었다.
그 후에는 1937년 아사히신문(朝日新聞)에 연재된 묵동기담(濹東綺譚)에서 '墨田川의 동쪽'이라는 의미로 濹東이라고 표기하며, 연재된 글에서 줄곧 墨田川로 기재하였다.
그러다 1965년 3월 24일 하천법 개정에 따라, 隅田川로 최종 결정되었다.

## 사진

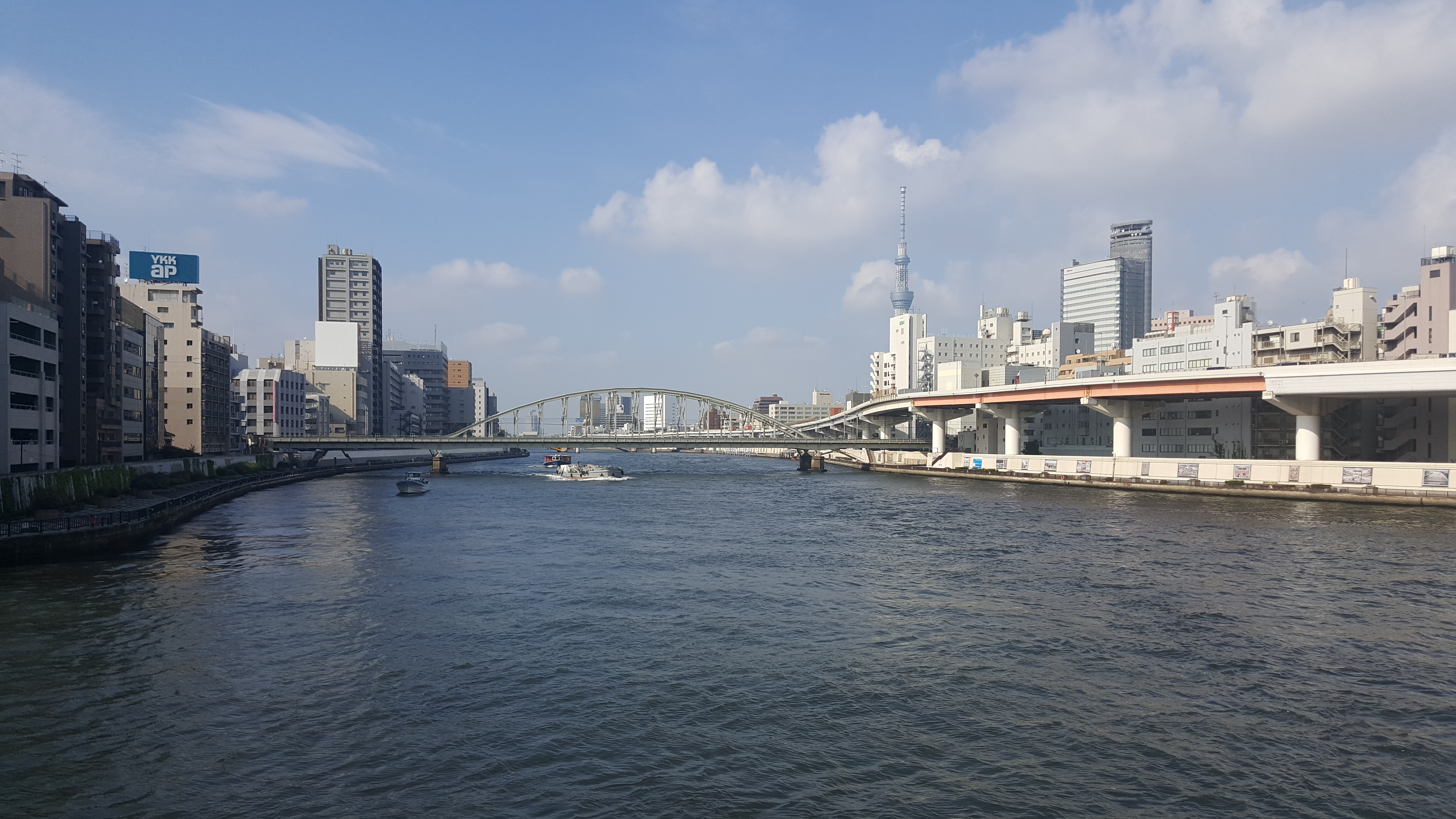
료고쿠교에서 찍은 스미다강. 왼편이 다이토구, 오른편은 스미다구이다.